# Territoire vécu
 (mai 2010).
Si vous disposez d'ouvrages ou d'articles de référence ou si vous connaissez des sites web de qualité traitant du thème abordé ici, merci de compléter l'article en donnant les références utiles à sa vérifiabilité et en les liant à la section « Notes et références ».
L'espace vécu est axé sur la pratique qu'en a l'usager, ou l'habitant et la représentation qu'il s'en fait. Il s'oppose au territoire administratif, puisque ses limites sont mobiles. Un espace vécu peut s'étaler sur plusieurs départements, régions ou Etats (ex: Eurodistrict trinational de Bâle) et un département peut comporter plusieurs espaces vécus.

## Origine
C'est le géographe Armand Frémont qui créa le concept d'espace vécu en 1976 dans La région, espace vécu.

## Une typologie originale

### Espace aliéné et espace vécu
Dans le chapitre II de son ouvrage, Armand Frémont définit l'espace vécu comme l'opposé de l'espace aliéné né de la Révolution industrielle. Il pointe du doigt le dépouillement des valeurs et des repères de cet espace opéré par des fonctionnements de plus en plus mécanisés. Cela s'accompagne d'une perte de lien entre l'homme et l'espace du quotidien. A contrario, en le réinvestissant, en se le réappropriant de par sa perception et sa pratique, l'homme et son espace s'harmonisent. L'espace vécu vise à l'épanouissement et au bonheur des individus.

### L'espace du présent
Armand Frémont analyse deux modes de réflexion et de gestion spatiales qui ont touché la société française des années 70. D'une part, il y a la recherche d'un passé révolu, d'un espace ancien, traditionnel qui se traduit par l'attrait pour les villages et les centres-villes historiques de la bourgeoisie notamment, et par des politiques de conservation et de rénovation. La discipline géographique est sclérosée par la nostalgie d'une sorte d' « âge d'or ». D'autre part, à partir des années 50, début des Trente Glorieuses, on observe une tendance à la modernisation à outrance particulièrement nette dans les aires urbaines. Toute une série de projets et de plans d'aménagement vont accélérer l'urbanisation sans autre limite que la croissance économique. Entre les deux, à un point d'équilibre, l'espace vécu est l'espace de la vie, du mouvement et du présent et doit donc être analysé et perçu au présent.

### Une notion révolutionnaire: l'exemple de la guerre d'Algérie
Armand Frémont écrit que « l'espace vécu, celui qui retrouve toutes les valeurs de la vie, ne saurait être que révolutionnaire ». En effet, il cite l'exemple de la révolution algérienne contre la France colonisatrice et pour l'indépendance, entre 1954 et 1962. Il insiste sur le cadre régional de cette révolution.